# Canonichessa

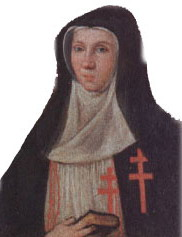
Canonichesse del Santo Sepolcro

Canonichessa è l'equivalente femminile del canonico. Si tratta di un titolo portato da donne:
- religiose regolari che seguono la regola dell'Ordine di Sant'Agostino.
- facenti parte d'un Capitolo femminile, tipo di gruppo monastico che segue una regola un po' meno severa. Questi capitoli sono detti "capitoli di nobildonne".

## Origine dell'istituzione delle canonichesse
Le canonichesse e i capitoli femminili che esse istituirono condividono in parte la storia dei loro omologhi maschili, i canonici dei capitoli.
Fin dall'inizio del cristianesimo vi furono donne che vivevano una vita consacrata al di fuori degli Ordini monastici cristiani, seguendo una via personale e servendo la Chiesa con modalità diverse, alcune in qualità di "domestiche" di una chiesa, preparando le cerimonie religiose e fornendo assistenza domestica ai preti nella vita quotidiana. Vergini o vedove, esse erano chiamate "santimoniali".
I capitoli di canonichesse comparvero nel medesimo periodo di quelli dei canonici, nell'VIII secolo, apparentemente come gruppi femminili. Il concilio di Ver, tenuto nel 755, impose una vita regolare (cioè disciplinata da una regola) a tutte le donne che si consacravano:
(Dom Fernand Cabrol, dom Henri Leclercq, "Chanoinesse" en: Dictionnaire d'archéologie chrétienne et de liturgie, Letouzey et Ané, 1924-1953.)
Il concilio di Aquisgrana nell'817 emise due ordinanze, una concernente i canonici e l'altra, De institutione sanctimonialum, le donne consacrate a Dio, cioè le canonichesse.
Quest'ultima ordinanza comprende 28 capitoli e si avvicina alle regole monastiche: esse saranno soggette alla recitazione delle Ore canoniche e chiameranno dei sacerdoti per i servizi divini; esse condurranno una vita di clausura comunitaria, osservando eguaglianza di trattamento. Tuttavia l'ordinanza presenta qualche disposizione specifica per le canonichesse: esse potranno avere delle serve, di giorno potranno usufruire di abitazioni private, ma consumeranno i loro pasti in refettori comuni e dormiranno in dormitori comuni. I loro contatti con gli uomini sono molto limitati e regolamentati ma non vietati.

## I capitoli delle nobildonne sotto l'Ancien Régime

### L'ammissione
I Capitoli femminili sotto l'  Ancien Régime ammettevano al canonicato quasi esclusivamente signore (in effetti, signore nubili o vedove), provenienti dalla nobiltà. Per queste l'appartenenza ad un Capitolo significava non solo un titolo d'onore ma anche l'acquisizione di un beneficio ecclesiastico. Fuori del matrimonio esse trovavano una condizione sociale onorevole e un introito certo.
Il Capitolo, talvolta dietro indicazione di un benefattore o di un signore, selezionava le candidate e decideva il loro avanzamento in dignità. Le scelte per parentela erano prevalenti, ad esempio l'avere una zia canonichessa favoriva l'ingresso alla nipote, ecc. Il criterio dell'origine nobiliare s'impose tuttavia nella maggior parte delle regole dei capitoli e attraverso i secoli si vedono rappresentate vere e proprie dinastie famigliari. Ai primi tempi dell'istituzione esisteva solo la nobiltà "di sangue" ed era sufficiente avere una madre nobile per essere ammesse. Nel XV secolo si pretendeva invece dalle postulanti quattro quarti di nobiltà; nel XVII secolo si pretendevano otto quarti di nobiltà ed infine nel XVIII secolo bisognava dimostrare di averne 16, cioè dovevano essere nobili anche i nonni e le due generazioni di antenati precedenti. Questa disposizione escludeva dai benefici del canonicato le famiglie di nobiltà recente.
L'ammissione era accompagnata da un proprio cerimoniale: ogni quarto di nobiltà doveva essere attestato da un membro del casato citato, che prestava giuramento dinnanzi a tutta l'assemblea, spada snudata alla mano. Questo giuramento veniva certificato da canonici esperti particolarmente competenti in genealogia e la certificazione veniva conservata negli archivi del Capitolo.
La Francia rivoluzionaria del XVIII secolo considerava questi capitoli come "ostelli della nobiltà", che sotto la copertura della religione destinavano ai rampolli dell'aristocrazia le risorse della nazione.

### Il tipo di vita
Le signorine ammesse al Capitolo, dopo un anno di prova, non pronunciavano necessariamente i voti. Esse conservavano i loro beni personali e si riservavano la facoltà di lasciare il Capitolo nell'eventualità che si presentasse loro una prospettiva matrimoniale favorevole. Le canonichesse ricevevano il titolo onorifico di Signora, che ricordava il loro stato sociale, nonostante la scelta di vita dell'umiltà religiosa.
Le giovani canonichesse venivano prese in carico da quelle più anziane che trasmettevano loro tutte le nozioni intellettuali, i valori umani e la disciplina religiosa di san Benedetto, fornendo loro un'educazione generale fino al giorno in cui a loro volta venivano investite della responsabilità dell'insegnamento ad altre più giovani.
Nei capitoli s'imparava a leggere e scrivere, a far di conto, a disegnare, a esprimersi correttamente, a cantare e a suonare strumenti musicali. Il latino e le lingue straniere erano insegnate dappertutto, come il diritto romano e la genealogia, la tenuta dei conti e i rudimenti di cucina e di agronomia. Questa solida formazione intellettuale permetteva a queste canonichesse di distinguersi in società. In effetti, se esse erano tenute a vivere nel Capitolo, potevano tuttavia ricevere nella loro casa capitolare parenti e amici e organizzarvi riunioni mondane suscettibili di favorire matrimoni nel loro ambiente. Era loro permesso prendersi congedi, fra l'altro per partecipare a pellegrinaggi, specialmente a Roma.
Alcuni obblighi le legavano al Capitolo: risiedervi, assistere agli uffizi divini e partecipare alle processioni giornaliere. Ma ciò che attirava soprattutto candidate e loro genitori erano le prebende di cui beneficiavano, sostanziose rendite annue loro personalmente assegnate. La proposta riceveva una doppia prebenda, le allieve ne ricevevano una dimezzata e le novizie ricevevano la loro prima prebenda dopo la loro conferma. L'assenza dal Capitolo riduceva la prebenda in proporzione alla durata di quest'ultima, le prebende non distribuite venivano destinate alla manutenzione e alla costruzione degli edifici abbaziali. Una prebenda diveniva vacante per rinuncia, matrimonio o decesso della prebendaria, con il matrimonio che era la causa più frequente di cessazione.
Le canonichesse avevano tuttavia conservato certi tratti dell'istituzione canonicale: esse praticavano il celibato, avevano abbandonato la vita normale per quella comunitaria, anche se le loro residenze particolari (case canoniche) si raggruppavano spesso in un quartiere più o meno chiuso (quartiere del Capitolo o quartiere canonico), un po' a modo di una certosa. Il loro modo di vivere, per quanto aristocratico, restava molto controllato ed esse erano vincolate come i canonici alla pratica delle ore canoniche e alla liturgia comunitaria.
Tuttavia le entrate del Capitolo non erano più indivise ma suddivise in prebende attribuite a ciascuna canonichessa e ciascuna di loro poteva mantenere con la propria prebenda una "nipote", la quale viveva con lei ed era destinata a succederle alla sua morte.
I capitoli nobili avevano peso politico ed economico sicuri, sistemati su proprietà fondiarie i cui diritti feudali erano stati trasferiti al Capitolo, anche sui costumi che esse avevano saputo imporre nelle loro città di residenza.

### L'estinzione dei capitoli
I capitoli di canonichesse furono soppressi in Francia dalla rivoluzione francese, come la maggior parte delle congregazioni religiose e non furono più ristabilite essendo la loro esistenza troppo legata a quella della nobiltà, e che vi erano insormontabili problemi per rinnnovarne le dotazioni, soprattutto visto le leggi e il persistere di una mentalità anti-religiosa anche dopo la Restaurazione (infatti le leggi "sfavorevoli" agli enti religiosi furono ancora in vigore e anzi rafforzate nel corso dell'Ottocento).

## Geografia dei capitoli delle nobildonne
Si trovavano Capitoli di nobildonne in Germania e in Austria e nell'est della Francia principalmente, nelle Fiandre, nel ducato di Lorena e nella Franca Contea, tutti territori appartenenti una volta al Sacro Romano Impero, ma anche nel Lionese e in Alvernia.
Ve n'erano ad Alix e all'Argentière vicino a Lione come a Neuville-les-Dames (Ain), a Salles-Arbuissonnas-en-Beaujolais, a Montfleury vicino a Digione; a Bouxières-aux-Dames Nancy, a Épinal (presso la Basilica di San Maurizio), a Poussay, a Remiremont in Lorena; a Maubeuge; a Denain; i sette Capitoli nobili "antichi" del Sacro Romano Impero: Essen (l'abbazia di Essen la cui chiesa è l'attuale cattedrale di Essen), Susteren, Thorn, Munsterbilsen, Mons (la Collegiata di Santa Valdetrude), Nivelles (l'abbazia di Nivelles con sede nella Collegiata di Santa Gertrude), Moustier e Andenne in Belgio; a Praga (presso la Basilica di San Giorgio del Castello Reale) e Brno; ne furono fondati nel Settecento anche in Italia (a Cremona, Milano, Firenze, etc.); ne esistevano ancora nel XX secolo in Germania, in Austria e Boemia, l'ultima badessa di un capitolo di canonichesse nobili fu l'arciduchessa Maria Annunziata d'Asburgo-Lorena (1876-1961).

## Situazione attuale
Attualmente i capitoli di canonichesse non esistono più, tuttavia gli ordini regolari femminili che seguono le regole agostiniane dei Canonici Regolari sono tuttora attive, alcune anche di recente costituzione, e le loro appartenenti sono chiamate propriamente canonichesse. Eccone un elenco parziale:
- Canonichesse regolari di Sant'Agostino
- Canonichesse regolari di Sant'Agostino della Congregazione di Windesheim
- Canonichesse regolari lateranensi
- Canonichesse regolari del Santo Sepolcro di Gerusalemme
- Canonichesse regolari di San Lorenzo Giustiniani
- Canonichesse regolari della Madre di Dio
- Canonichesse regolari ospedaliere della misericordia di Gesù
- Canonichesse della Croce
- Canonichesse di Sant'Agostino della Congregazione di Nostra Signora
- Suore canonichesse dello Spirito Santo